# شطيرة النادي
شطيرة النادي أو صندويشة النادي شطيرة سهل وسريع التحضير، اشتهر في أميركا وانتشر في معظم البلدان الأخرى. يحضّر من طبقات عدّة من التوست الطري وتضاف الحشوة بينها. هناك أنواع عديدة من شطائر النادي كالمحضّر بالجبن والمارتديلا أو شطيرة النادي بالتونة..
تحضّر شطيرة النادي بالتونة عادةً من التوست الطري، التونة، الطماطم، الجزر، الخيار، الخس، البصل، المايونيز، عصير الليمون الحامض، الكمون، الفلفل الأسود والملح.
تحتوي وجبة شطيرة النادي (200غ تقريباً) بحسب موقع شهية، على المعلومات الغذائية التالية:
- السعرات الحرارية: 346
- الدهون: 13
- الدهون المشبعة: 2
- الكوليسترول: 21
- الكاربوهيدرات: 35
- البروتينات: 23

## وصلات خارجية
وصفة شطيرة النادي مع معلوماتها الغذائية